# Mebrat Hail SC
El EEPCO FC (Ethiopian Electric Power Corporation), es un equipo de fútbol de Etiopía que juega en la Liga etíope de fútbol, la categoría de fútbol más importante del país.

## Historia
Fue fundado en el año 1962 en la capital Addis Ababa con el nombre Mebrat Hail y es el equipo que representa a la compañía de electricidad de Etiopía. Ha sido campeón de liga en 3 ocasiones, 4 veces del torneo de copa, y tres veces de la suprecopa de Etiopía.
A nivel internacional ha participado en 6 torneos continentales en los ue nunca han podido pasar de la segunda ronda.

## Palmarés
- Liga etíope de fútbol: 3

1993, 1998, 2001
- Copa etíope de fútbol: 4

1971, 1972, 1976, 2001
- Super Copa etíope: 3

1993, 1998, 2001

## Participación en competiciones de la CAF
| Temporada | Torneo                            | Ronda      | Club                  | Casa  | Visita | Global  |
| --------- | --------------------------------- | ---------- | --------------------- | ----- | ------ | ------- |
| 1994      | Copa Africana de Clubes Campeones | Preliminar | SC Kiyovu Sport       | 3-2   | 2-2    | 5-4     |
| 1994      | Copa Africana de Clubes Campeones | 1          | Gor Mahia FC          | 3-1   | 0-2    | 3-3 (a) |
| 1996      | Copa CAF                          | 1          | Ferroviário de Maputo | 0-0   | 0-2    | 0-2     |
| 1998      | Copa CAF                          | 1          | Mlandege SC           | w.o.1 | w.o.1  | w.o.1   |
| 1998      | Copa CAF                          | 2          | Nchanga Rangers FC    | 0-0   | 1-2    | 1-2     |
| 1999      | Liga de Campeones de la CAF       | 1          | Villa SC              | 2-2   | 0-5    | 2-7     |
| 2001      | Copa CAF                          | 1          | Mtibwa Sugar FC       | 1-0   | 1-2    | 2-2 (a) |
| 2001      | Copa CAF                          | 2          | JS Kabylie            | 1-0   | 0-2    | 1-2     |
| 2002      | Liga de Campeones de la CAF       | Preliminar | Oserian Fastac        | 1-2   | 0-1    | 1-3     |

1- Mlandege abandonó el torneo.